# グズミチ・リハールド
グズミチ・リハールド（Guzmics Richárd 、1987年4月16日 - ）は、ハンガリー・ソンバトヘイ出身の元プロサッカー選手。元ハンガリー代表。現役時代のポジションは、ディフェンダー。

## 所属クラブ
地元クラブであるソンバトヘイ・ハラダーシュのアカデミーで育成され、2005年にプロデビュー。
2014年9月10日、エクストラクラサのヴィスワ・クラクフに移籍。2014年12月18日のルフ・ホジューフ戦で膝に重傷を負い、長期離脱を余儀なくされた。
2017年1月5日、中国スーパーリーグの延辺富徳足球倶楽部に移籍。
2019年1月26日、フォルトゥナ・リーガのŠKスロヴァン・ブラチスラヴァに移籍した。

## 代表歴
2013年9月のルーマニア戦でハンガリー代表デビューを果たすが、チプリアン・マリカにゴールを許すなど散々な内容だった。2015年9月7日のUEFA EURO 2016予選・北アイルランド戦で初ゴール。UEFA EURO 2016予選プレーオフではノルウェーを相手に1失点に抑え、本戦出場権をつかみ取った。
UEFA EURO 2016のメンバーにも無事選ばれ、グループリーグの3試合全て(オーストリア戦、アイスランド戦、ポルトガル戦)に出場した。

### ゴール
| #  | 開催日        | 会場         | 対戦国         | スコア | 結果 | 試合概要                    |
| -- | ------------- | ------------ | -------------- | ------ | ---- | --------------------------- |
| 1. | 2015年9月7日  | ベルファスト | 北アイルランド | 0-1    | 1-1  | UEFA EURO 2016予選          |
| 2. | 2017年10月7日 | バーゼル     | スイス         | 4-1    | 5-2  | 2018 FIFAワールドカップ予選 |